# Edin Cakovic
Edin Cakovic (født d. 17. august 1988) er en svensk-jugoslavisk fodboldangriber, der spiller for IFK Trelleborg.

## Karriere
Cakovic indledte sin karriere i IFK Simrishamn i 1996 og spillede der indtil 2003, hvor han skiftede til Branteviks IF. Her var han i tre år, før han som seniorspiller skiftede til IFK Malmö. Her nåede han at spille fem kampe og score fire mål, inden turen gik videre til Bunkeflo IF. I sommeren 2008 blev Cakovic hentet til Vejle Boldklub, hvor han er ansat på en tre-årig kontrakt som udviklingsspiller.
I den forbindelse var der aftalt en prøveperiode i kontrakten. Den er nu overstået, og parterne er blevet enige om at ophæve samarbejdet. I september 2008 startede Edin op i den danske anden divisionsklub BK Avarta, hvor han debuterede i hjemmekampen mod Brøndby II. 
Cakovic har tidligere været på et to ugers prøveophold hos den tyske storklub Bayern München.
Cakovic spillede foråret 2015 i Bosniska FK Behar i Trelleborg, en femte divisionsklub. Han scorede mange mål og var en afgørende spillere før fodboldholdet. Hans tur går lige nu videre til Osasuna i Spanien. 